# Dziwny świat Tomasza Nipernaadiego
Dziwny świat Tomasza Nipernaadiego (org. Toomas Nipernaadi) –  najbardziej znana powieść estońskiego pisarza Augusta Gailita, wydana w 1928.
Utwór składa się z 7 autonomicznych części, połączonych osobą tytułowego bohatera, pełnego energii i radości życia gaduły, żartownisia, blagiera i włóczykija, który wiosną opuścił swoje miejskie życie, aby udać się w bezcelową wędrówkę trwającą aż do zimy. Akcja rozgrywa się w początkach Pierwszej Republiki Estońskiej, w okolicach Parnawy. W każdym akcie bohater odwiedza inne miejsce i przeżywa inne przygody. 
Inspiracją do stworzenia bohatera była dla Gailita postać estońskiego poety-tułacza Kristjana Jaaka Petersona. Imię Tomasz pochodzi od patrona Tallinna, Starego Tomasza (Vana Toomas), natomiast nazwisko przyszło autorowi do głowy, podczas słuchania czyichś kroków w teatrze. 

## Odbiór
Powieść stała się od razu niezwykle popularna w Estonii. Gailit otrzymał za nią Estońską Nagrodę Państwową, bohater jest natomiast na tyle popularny, że wzniesiono trzy jego pomniki.
W 1931 roku przetłumaczono ją na język niemiecki, następnie na niderlandzki (1942), francuski (1946), angielski (1952). W latach 1938–1939 polskie tłumaczenie utworu (autorstwa Alicji Maciejewskiej, wspomaganej przez Zofię Nałkowską) ukazywało się w odcinkach w Czasie; wersja książkowa ukazała się po polsku w 1988 roku. 

## Adaptacje
Powieść była wielokrotnie przenoszona na scenę w Estonii – w 1938, 1939, 1942, 1965. Adaptacją filmową powieści zainteresowane było Hollywood, jednak na przeszkodzie stanął kryzys ekonomiczny. W 1983 nakręcono na podstawie Dziwnego świata Tomasza Nipernaadiego estoński film w reżyserii Kalio Kiiska.